# Рэйн, Меган
Меган Рэйн (англ. Megan Rain), настоящее имя Райа Изабелла Пикассо (англ. Rya Isabella Picasso, род. 13 июня 1996, Палм-Спрингс, Калифорния, США) — американская порноактриса.

## Биография
Меган родилась 13 июня 1996 года в Палм-Спрингс в южной Калифорнии, в семье коренных американцев перуанско-итальянского происхождения. В 13 лет девушка получила первый сексуальный опыт, в 2013 году окончила школу. В августе 2014 года, когда Меган было полных 18 лет, она по совету друга начала сниматься в кино для взрослых, подписав контракт с агентством LA Direct Models, и в первый год карьеры снялась в более чем 45 фильмах. Вскоре после начала карьеры порноактрисы Рэйн начинает сниматься в сценах с анальным сексом.
В одном из интервью порноактриса призналась, что её объектом для подражания стала Адриана Чечик, с которой они стали хорошими подругами.
В 2016 году Меган Рэйн, помимо прочих номинаций, была номинирована на премию AVN Awards за лучшую женскую роль и лучшую ЖМЖ-сцену в фильме Adriana's a Slut с Крисом Штроксом и Адрианой Чечик.

## Номинации и премии
| Год  | Награда          | Результат | Категория | Фильм                                  |
| ---- | ---------------- | --------- | --- | -------------------------------------- |
| 2016 | AVN Award        | Номинация | Лучшая новая старлетка                                                                                            | н/д                                    |
| 2016 | AVN Award        | Номинация | Лучшая сцена триолизма (Д/Д/П) (вместе с Адрианой Чечик и Крисом Строуксом)                                       | Adriana’s a Slut                       |
| 2016 | AVN Award        | Номинация | Награда поклонников: самый горячий новичок                                                                        | н/д                                    |
| 2016 | NightMoves Award | Победа    | Лучшая задница (выбор поклонников)                                                                                | н/д                                    |
| 2016 | XBIZ Award       | Номинация | Лучшая новая старлетка                                                                                            | н/д                                    |
| 2016 | XBIZ Award       | Номинация | Лучшая сцена секса — только секс (вместе с Адрианой Чечик и Крисом Строуксом)                                     | Adriana’s a Slut                       |
| 2016 | XRCO Award       | Номинация | Новая старлетка года                                                                                              | н/д                                    |
| 2017 | AVN Award        | Номинация | Исполнительница года                                                                                              | н/д                                    |
| 2017 | AVN Award        | Победа    | Лучшая анальная сцена (вместе с Мануэлем Феррарой)                                                                | Anal Models                            |
| 2017 | AVN Award        | Номинация | Лучшая лесбийская групповая сцена (вместе с Дарси Дольче и Морган Ли)                                             | The Lesbian Landlord                   |
| 2017 | AVN Award        | Номинация | Лучшая сцена двойного проникновения (вместе с Джеймсом Дином и Миком Блу)                                         | Young and Glamorous 8                  |
| 2017 | AVN Award        | Номинация | Лучшая сцена триолизма (Д/Д/П) (вместе с Марли Бринкс и Томми Пистолом)                                           | Tabu Tales: Me, My Brother and Another |
| 2017 | DVDerotik Award  | Номинация | Исполнительница года                                                                                              | н/д                                    |
| 2017 | DVDerotik Award  | Номинация | Тело года | н/д                                    |
| 2017 | NightMoves Award | Номинация | Наиболее недооценённая исполнительница                                                                            | н/д                                    |
| 2017 | XBIZ Award       | Номинация | Исполнительница года                                                                                              | н/д                                    |
| 2017 | XBIZ Award       | Номинация | Лучшая сцена секса — виртуальная реальность (вместе с Адрианой Чечик и Арьей Фэй)                                 | Zombie Slayers                         |
| 2017 | XBIZ Award       | Номинация | Лучшая сцена секса — только девушки (вместе с Дарси Дольче и Морган Ли)                                           | The Lesbian Landlord                   |
| 2017 | XRCO Award       | Номинация | Исполнительница года                                                                                              | н/д                                    |
| 2017 | XRCO Award       | Номинация | Оргазмическая аналистка года                                                                                      | н/д                                    |
| 2018 | AVN Award        | Номинация | Лучшая лесбийская сцена (вместе с Бретт Росси)                                                                    | Schoolgirl Massacre                    |
| 2018 | AVN Award        | Номинация | Лучшая сцена двойного проникновения (вместе с Джоном Стронгом и Стивом Холмсом)                                   | Pump My Ass Full of Cum 4              |
| 2018 | AVN Award        | Победа    | Лучшая сцена секса в виртуальной реальности (вместе с Адрианой Чечик, Арьей Фэй и Томми Ганном)                   | Zombie Slayers                         |
| 2018 | AVN Award        | Номинация | Лучшая сцена секса в фильме иностранного производства (вместе с Кристофом Кейлом и Рики Манчини)                  | Megan Escort Deluxe                    |
| 2018 | AVN Award        | Победа    | Лучшая сцена триолизма (Д/Д/П) (вместе с Миком Блу и Райли Рид)                                                   | Young & Beautiful                      |
| 2018 | Fleshbot Award   | Номинация | Исполнительница года                                                                                              | н/д                                    |
| 2018 | Fleshbot Award   | Номинация | Лучшая анальная сцена                                                                                             | Gonzo Anal Video Starring Megan Rain   |
| 2018 | Fleshbot Award   | Номинация | Лучшая персона в социальных медиа                                                                                 | н/д                                    |
| 2018 | NightMoves Award | Номинация | Наиболее недооценённая исполнительница                                                                            | н/д                                    |
| 2018 | Pornhub Award    | Победа    | Более реальная, чем сама реальность — лучший исполнитель в виртуальной реальности                                 | н/д                                    |
| 2018 | Pornhub Award    | Номинация | Трое - это компания — лучшая исполнительница триолизма                                                            | н/д                                    |
| 2018 | Pornhub Award    | Номинация | Чем больше, тем веселее — лучшая исполнительница гэнгбэнга                                                        | н/д                                    |
| 2018 | Urban X Award    | Номинация | Межрасовая звезда года                                                                                            | н/д                                    |
| 2018 | XBIZ Award       | Номинация | Лучшая сцена секса — гонзо (вместе с Джоном Стронгом и Стивом Холмсом)                                            | Pump My Ass Full of Cum 4              |
| 2019 | AVN Award        | Номинация | Лучшая анальная сцена в иностранном фильме (вместе с Рики Манчини)                                                | Undercover                             |
| 2019 | AVN Award        | Победа    | Лучшая лесбийская сцена в иностранном фильме (вместе с Миной Соваж)                                               | Undercover                             |
| 2019 | AVN Award        | Победа    | Лучшая сцена группового секса в иностранном фильме (вместе с Алексой Томас, Аполонией Лапьедрой и Эмилио Арданой) | Undercover                             |
| 2019 | AVN Award        | Номинация | Лучшая сцена триолизма (Д/Д/П) (вместе с Адрией Рэй и Маркусом Дюпри)                                             | Anal Perfection 6                      |
| 2021 | XBIZ Award       | Номинация | Премиум-социальная медиазвезда года                                                                               | н/д                                    |

## Фильмография
Фильмография Меган Рэйн до 2016 года по данным библиотеки Internet Adult Film Database:
- 18 Year Old Step-Sister Fuck (2014)
- Amateur Girlfriend Anal (2014)
- North Pole 113 (2014)
- Porno Professor 6: Head Mistress' 3some Training (2014)
- Adriana's a Slut (2015)
- Amateurs Wanted 1 (2015)
- Anal Cuties 3 (2015)
- Anal Fiends (2015)
- Anal Hotties (2015)
- Anal Interviews (2015)
- Anal Models (2015)
- Asshole Exploration (2015)
- Asshole Invasion (2015)
- Auditions 3 (2015)
- Babysit My Ass 6 (2015)
- Backdoor Baddies 2 (2015)
- Bad GF Gets DP on Vacation (2015)
- Barely Legal 147 (2015)
- Black & White 4 (2015)
- Breaking In The New Girl (2015)
- Buck Naked or Bounce (2015)
- Club Chicks Threesome (2015)
- Cock Sucking Challenge 33 (2015)
- Cum Crazed Cheerleaders (2015)
- Cum Exchange 2 (2015)
- Devious Daddies and Daughters (2015)
- Dirty Talk (2015)
- Don't Tell My Boyfriend I'm Cheating 2 (2015)
- Double Trouble (2015)
- Exxxtra Small Chicks Fucking Huge Dicks 12 (2015)
- Fantasy Solos 13 (2015)
- Father Figure (2015)
- Flixxx: Sleepover Special (2015)
- Foursomes Or Moresomes 6 (2015)
- Future Angels 2 (2015)
- Hot Little Spinners Around The Cock 3 (2015)
- I Kissed A Girl (2015)
- I'm Engaged to My Father (2015)
- Le Wood Anal Hazing Crew 7 (2015)
- Lindsey Woods Cast Megan Rain Episode 1 (2015)
- Little Megan Rain Takes Big Cocks (2015)
- Long Lost Brother (2015)
- Manuel Creampies Their Asses 3 (2015)
- Manuel DPs Them All 3 (2015)
- Me, My Brother and Another (2015)
- Megan Rain in 'Anal Teen Sensation' (2015)
- Megan Rain: Get Wet (2015)
- Mick's Anal Teens (2015)
- My Girlfriend Gets Fucked in the Ass by the Neighbor (2015)
- New Anal Recruits 2 (2015)
- Oil Overload 14 (2015)
- Only Megan Rain (2015)
- Preppy Teen Experience Big Black Cock 1 (2015)
- Preppy Teen Experience Big Black Cock 2 (2015)
- Pretty Little Teens 6 (2015)
- Raw 23 (2015)
- School Girls Love Monster Cocks (2015)
- Seduction of a Young Girl (2015)
- She's in Charge (2015)
- Squirt School (2015)
- Teens Like It Rough 2 (2015)
- Top Models (2015)
- Two Girls One Vibrator Feet Fucking Even With Toys (2015)
- Wild On Cam 11 (2015)
- Young and Glamorous 8 (2015)
- Yours (2015)
- 10 Guy Blowbang (2016)
- 2 Cute 4 Porn 3 (2016)
- All American Girls (2016)
- All Tied Up (2016)
- An Unexpected Threesome (2016)
- Anal Reward (2016)
- Anal Teen Supreme (2016)
- Anikka's Anal Sluts 2 (2016)
- Ass Versus Pussy 2 (2016)
- Best New Starlets 2016 (2016)
- Cock Sucking Challenge 34 (2016)
- Creampie Sisters (2016)
- Cuteness Overload (2016)
- Darcie Dolce The Lesbian Landlord (2016)
- Deep Strokes (2016)
- Don't Break Me 3 (2016)
- DP Cutie (2016)
- DP Masters 4 (2016)
- DP Me 4 (2016)
- Facialized 3 (2016)
- Fantasy Roleplay (2016)
- Father Figure 9 (2016)
- Femdom Handjobs (2016)
- Flixxx: Cumming of Age 2 (2016)
- Flixxx: Cumming of Age 3 (2016)
- Foxes of Foot Fetish (2016)
- Glamour Girls 4 (2016)
- Happy Birthday Twistys (2016)
- Ho in Headlights 6 (2016)
- How To Fuck Butt (2016)
- I Am Eighteen 13 (2016)
- I Know That Girl 28 (2016)
- I'm In Love With The Babysitter (2016)
- Interracial and Anal 3 (2016)
- It's a Family Thing (2016)
- Lesbian Adventures: Older Women Younger Girls 9 (2016)
- Lesbian Strap-on Bosses (2016)
- Let's Try Anal 20 (2016)
- Lick Her Lips (2016)
- Love Love (2016)
- Luxure - Megan Rain Gets Banged by 2 Men For her First Dorcel Movie (2016)
- Luxure: L'Epouse Parfaite (2016)
- Manuel's POV 2: All Anal (2016)
- Massage Class Secrets (2016)
- Megan Rain is Evil (2016)
- Megan Rain's Pussy Gets Nailed (2016)
- Mick Blue's Best Day Ever (2016)
- Moms Bang Teens 14 (2016)
- My Best Friend and I (2016)
- My DP (2016)
- My Friend's Hot Girl 21273 (2016)
- My Mom's Friend 1 (2016)
- My Mom's Friend 2 (2016)
- Neighborhood Brat (2016)
- No Man's Land: Raunchy Roommates 2 (2016)
- Orgy Masters 8 (2016)
- Our Girls 2 (2016)
- Raw 26 (2016)
- Rectal Romance 2 (2016)
- Role Playing - Boss/Secretary (2016)
- Sexual Desires Of Megan Rain (2016)
- Sharing My Husband (2016)
- She's So Small 10 (2016)
- Sibling Rivalry 1 (2016)
- Sibling Rivalry 2 (2016)
- Sins Snaps 12/12 (2016)
- Slut Puppies 10 (2016)
- Smoking Hot (2016)
- Spring Break Slut (2016)
- Squeaky Clean (2016)
- Squirting Stories (2016)
- Squirting Stories 1 (2016)
- Step Siblings Caught 1 (2016)
- Stepmom Lessons 4 (2016)
- Stepmom Videos 9 (2016)
- Stepsisters Share Everything (2016)
- Stop Fucking My Friends (2016)
- Swallowed 1 (2016)
- Tease Me Please Me (2016)
- Teen Tied Me Up (2016)
- Teen Wet Asses (2016)
- Teens Like It Rough 3 (2016)
- Terrible Teens (2016)
- Three's a Fantasy (2016)
- Triple BJ in Paradise (2016)
- Unfaithful (2016)
- Webcam Model gets Freaky for Tokens (2016)
- Wetter Better Asses (2016)
- Who Can Cum the Most 2 (2016)
- Whore's INK 3 (2016)
- Wild On Cam 13 (2016)
- Wild On Cam 18 (2016)
- Women Seeking Women 135 (2016)
- Young & Beautiful (2016)
- Young, Wet Pussy (2016)